# XXXVe congrès du Parti communiste français
Le XXXVe congrès du PCF s'est tenu à La Défense, du 18 au 20 juin 2010.

## Enjeux
Secrétaire nationale depuis 2001, Marie-George Buffet souhaite passer la main à Pierre Laurent n°2 du parti depuis le dernier congrès en 2008. La direction propose donc un « congrès d'étape » afin d'entériner cette passation de pouvoir.
La crainte de la dissolution du parti dans le Front de Gauche ainsi que le départ de plusieurs élus et figures du PCF (refondateurs et huistes) marquent également ce congrès.

## Préparation du congrès

### Les textes
Étant un « congrès d'étape », le 35e congrès se définit dans la continuité du congrès de 2008 et n'a pas pour fonction de changer les orientations adoptées. Il a surtout pour objectif de trancher sur la stratégie à suivre pour les élections présidentielle et législatives de 2012. Le Conseil national du PCF adopte donc un texte de travail intitulé : « Pistes de travail pour un PCF transformé », diffusé à tous les militants.
Une partie du réseau Faire vivre et renforcer le PCF autour d'Emmanuel Dang-Tran, estime être privée de débat et publie une proposition de texte alternatif intitulée « Face au capital, aujourd'hui plus que jamais, notre peuple a besoin du PCF » qui dénonce la stratégie du Front de gauche. Ce texte n'est pas retenu par la direction du PCF et n'est pas soumis au vote des militants en préparation du congrès.

## Déroulement du congrès
Jacky Hénin, député européen, se porte également candidat à la succession de Marie-George Buffet. Il présente sa candidature sur la liste proposée par la commission officielle des candidatures pour le prochain Conseil national, et non sur une liste alternative, afin de « créer un débat » sur le choix du futur secrétaire national. 
Jacky Hénin n'ayant pas maintenu sa candidature, Pierre Laurent est confirmé comme tête de liste et sera élu secrétaire national à l'issue du congrès.

### Élection du Conseil national
|          | Liste commune présentée par Pierre Laurent | 402 | 80,72  |  |  |  |
|          | Votes nuls                                 | 96  | 19,28  |  |  |  |
|          |                                            |     |        |  |  |  |
| Votants  | Votants                                    | 511 | 100,00 |  |  |  |
| Blancs   | Blancs                                     | 13  | 02,54  |  |  |  |
| Exprimés | Exprimés                                   | 498 | 97,46  |  |  |  |

## Membres de la direction
Le Conseil national désigne les 30 membres du Comité exécutif national (CEN) chargé de l'animation politique du parti :
- Secrétaire national : Pierre Laurent
- Porte-paroles : Olivier Dartigolles et Patrice Bessac
- Membres du Comité : Eliane Assassi, Lydie Benoist, Marie-Georges Buffet, Jacques Chabalier, Laurence Cohen, Jean-Marc Coppola, Éric Corbeaux, Yves Dicomili, Jacques Fath, Simone Fayaud, Jean-Louis Frostin, Martine Gayraud, Frédérick Genévée, Jean-Luc Gibelin, Michèle Guzman, Fabienne Haloui, Bob Injey, Danièle Lebail, Isabelle Lorand, Annie Mazet, Chrstine Mendelsohn, Jean-Charles Nègre, Alain Obadia, Francis Parny, Catherine Peyge, Fabienne Pourre et Marie-Pierre Vieu.